# 申楼街道
申楼街道是中华人民共和国河南省平顶山市卫东区下辖的一个街道办事处。

## 行政区划
申楼街道下辖以下村级行政区划单位：
赵庄村、申楼村、焦庄村、叶庄村和王斌庄村。